# Strange Birds
Strange birds est le cinquième album de David Usher, sorti le 20 mars 2007. Cet album de rock alternatif comprend la chanson The Music.

## Liste des pistes
1. The music
2. Briliant
3. Ugly Is beautiful
4. So far down
5. Spotlight on
6. Science
7. White flag
8. Happy endings
9. Life of bees
10. Blue
11. Some people say